# قوة الحملة البريطانية (الحرب العالمية الأولى)
كانت قوة الحملة الحربية البريطانية الفرق الست التابعة للجيش البريطاني التي أرسلت إلى الجبهة الغربية خلال الحرب العالمية الأولى. بدأ التخطيط للحملة الحربية البريطانية مع إصلاحات هالدان للجيش البريطاني بين العامين 1906 و1912 التي نفذها وزير الحرب ريتشارد هالدان في أعقاب حرب البوير الثانية (1899 - 1902).
عادة ما يستخدم مصطلح قوة الحملة الحربية البريطانية للإشارة فقط إلى القوات التي كانت متواجدة في فرنسا قبل نهاية معركة إيبرس الأولى في 22 من شهر نوفمبر من عام 1914. بحلول نهاية العام 1914، بعد معارك مونس ولوكاتو وإيسن وإيبرس، كانت الحملة الحربية البريطانية قد أنهكت تقريبًا، ولو أنها ساعدت في إيقاف التقدم الألماني. وكانت هناك نقطة نهاية أخرى لقوة الحملة الحربية البريطانية في 26 من شهر ديسمبر من عام 1914، حين قسمت إلى الجيشين الأول والثاني (وأنشئ الجيش الثالث والرابع والخامس في وقت لاحق من الحرب). بقي «قوة الحملة الحربية البريطانية» الاسم الرسمي للجيوش البريطانية في فرنسا وفلاندرز خلال الحرب العالمية الأولى.
ويقال إن إمبراطور ألمانيا فيلهلم الثاني، الذي اشتهر بازدرائه لقوة الحملة الحربية البريطانية، كان قد أصدر أمرًا في 19 من شهر أغسطس من عام 1914 ب «إبادة ... الإنجليز الخونة والدوس على جيش الجنرال جون فرنش الصغير الوضيع». ولذلك أطلق الناجون من الجيش النظامي على أنفسهم في السنوات اللاحقة اسم «المزدرين القدامى». ولم يعثر على أي دليل على إصدار أمر كهذا من قبل القيصر.

## التشكل
بموجب شروط الاتفاق الودي كان لدى المملكة المتحدة «تفاهم» دبلوماسي مع فرنسا للرد على عدوان عسكري تشنه الإمبراطورية الألمانية ضمن القارة الأوروبية. وضعت خطط مفصلة بشكل مسبق للجيش البريطاني في حال اندلاع حرب بين هذين البلدين بهدف إرسال «حملة حربية بريطانية» إلى فرنسا تتألف من 6 فرق مشاة و5 ألوية مدرعة تحت قيادة الجنرال السير جون فرنش لصد أي هجوم ألماني محتمل في الغرب. قسمت قوة الحملة الحربية البريطانية إلى القوات الأولى التي كانت تحت قيادة الجنرال السير دوغلاس هايغ والقوات الثانية التي كانت تحت قيادة الجنرال السير جيمس جريرسون والتي سارت نحو فرنسا في 15 من شهر أغسطس من عام 1914.
في شهر أكتوبر من عام 1914، وصلت الفرقة السابعة إلى فرنسا، وشكلت أساس القوات الثالثة وشكلت المدرعات القوات المدرعة التي كانت تتألف من 3 فرق. بحلول شهر ديسمبر من عام 1914، كانت قوة الحملة الحربية البريطانية قد توسعت إلى درجة تشكيل الجيشين الأول والثاني.
بحلول نهاية العام 1914، بعد معارك مونس ولوكاتو وإيسن إيبرس، كان الجيش البريطاني النظامي القديم قد تعرض لخسائر هائلة في الأرواح وفقد معظم قدرته القتالية، إلا أنه تمكن من المساعدة في إيقاف التقدم الألماني.

### هيكلية القيادة
ترأس القوة السير جون فرنش حتى شهر ديسمبر من عام 1915، مع حلوله محل الجنرال السير دوغلاس هايغ. كان الجنرال أرشيبالد موراي رئيس أركان قوة الحملة الحربية البريطانية في وقت التعبئة العامة. وحل محله الجنرال ويليام روبرتسون في شهر يناير من عام 1915. ومن ثم شغل الملازم الجنرال لونسيلوت كيغل منصب رئيس الأركان منذ شهر ديسمبر من عام 1915 حتى شهر يناير من عام 1917 حين خلفه الملازم الجنرال هيربيرت لورينس. كان الفيلقين الأولين تحت قيادة هيغ (الفيلق الأول) وهوراس سميث دورين (الفيلق الثاني).

### جيش كيتشينر الجديد
مع تراجع قوة الجيش النظامي، أضيف عدد جديد من القوات، أولًا عبر القوة الإقليمية ومن ثم عبر متطوعين من جيش المارشال كيتشينر الجديد. بحلول أواخر شهر أغسطس من عام 1914، كان كيتشينر قد أنشأ 6 فرق جديدة وبحلول أواخر مارس من عام 1915 تزايد عدد الفرق إلى 29 فرقة. ووسعت أيضًا القوة الإقليمية، إذ أنشئت كتيبتا الحدود الثانية والثالثة وشكلت 8 فرق جديدة أكملت قوة فترة السلم البالغ عددها 14 فرقة. تشكل الجيش الثالث في شهر يوليو من عام 1915 ومع تدفق قوات متطوعي كيتشينر وحدوث إعادة تنظيم إضافية، أعيدت تسمية الجيش الرابع والجيش الاحتياطي إلى الجيش الخامس في عام 1916.

## التوسيع

### الجيش الأول
تزايد حجم قوة الحملة الحربية البريطانية من 6 فرق من الجيش النظامي البريطاني وقوات الاحتياط في عام 1914 ليشمل المجهود الحربي للإمبراطورية البريطانية على الجبهة الغربية في عام 1918 وبعض حلفائها. خلال مجرى الحرب خدم 5,399,563 جنديًا ضمن الحملة الحربية البريطانية، وبلغت قوة الحملة ذروتها عند 2,046,901 جنديًا. شكل الجيش الأول في 26 من شهر ديسمبر من عام 1914. ورقي قائدها الأول دوغلاس هيغ من قيادة الفيلق الأول. وحين تولى هيغ قيادة الحملة في عام 1915، كان القائد الجديد هو الجنرال هنري هورن. وبقي الجيش الأول في فرنسا حتى نهاية الحرب.

### الجيش الثاني
تشكل الجيش الثاني في الوقت نفسه الذي أنشئ فيه الجيش الأول في 26 من شهر ديسمبر من عام 1914. ورقي القائد الأول سميث دورين من قيادة الفيلق الثاني. في شهر مايو من عام 1915، أقيل سميث دورين وحل محله الجنرال هيربيرت بلومر. وحارب الجيش الثاني في فرنسا في معركة إيبرس بشكل خاص، وحارب في وقت لاحق في إيطاليا بين شهري نوفمبر من عام 1917 ومارس من عام 1918، ومن ثم عاد إلى فرنسا.

### الجيش الثالث
تشكل الجيش الثالث في شهر يوليو من عام 1915، وكان أول قائد شغل هذا المنصب الجنرال إدموند ألينبي الذي رقي بعد أن كان قد قاد فيلق المدرعات والفيلق الخامس. وحل محله الجنرال جوليان بينغ بعد معركة أراس في شهر مايو من عام 1917.

### الجيش الرابع
تشكل الجيش الرابع في شهر فبراير من عام 1916، تحت قيادة الجنرال هنري راولينسون. بصورة تبعث على الارتباك، حين أرسل الجيش الثاني إلى إيطاليا في أواخر العام 1917، أعيدت تسمية الجيش الرابع إلى الجيش الثاني في الوقت الذي كان فيه راولينسون يقود معركة إيبرس. بعد عودة بلومر من إيطاليا أمضى راولينسون فترة كممثل عسكري بريطاني دائم في مجلس الحرب الأعلى في فيرساي، إلا أنه تولى عند بداية شهر أبريل قيادة فلول جيش غوخ الخامس بعد هزيمته الأخيرة. وأعيدت تسميته إلى الجيش الرابع.

### الجيش الخامس\جيش الاحتياط
تشكل جيش الاحتياط في شهر مايو من عام 1916 تحت قيادة الجنرال هوبيرت غوخ. مع بدايته باسم فيلق الاحتياط، وسع الجيش وأعيدت تسميته إلى جيش الاحتياط ومن ثم الجيش الخامس في شهر أكتوبر من عام 1916. تكبد الجيش الخامس خسائر ثقيلة خلال الهجوم الألماني في شهر مارس من عام 1918. وأعيد تشكيله مجددًا في شهر مايو من عام 1918 تحت قيادة الجنرال ويليام بيردوود.

## منطقة العمليات

### 1914
اشتبك الجيش البريطاني في البداية مع الجيش الألماني في معركة مونس في 23 من شهر أغسطس من عام 1914، التي كانت جزءًا من معركة الحدود الكبرى. أوقعت الرماية المكثفة من بنادق الجنود البريطانيين إصابات كبيرة في صفوف الألمان الذين شنوا هجومًا جماعيًا على منطقة دون تغطية. أوقف البريطانيون التقدم الألماني حتى المساء حين بدأوا بالانسحاب إلى خط الدفاع الثاني في الانسحاب العظيم الذي خاضوا خلاله معركة لوكاتو. في أعقاب معركة لوكاتو، انسحبت الحملة البريطانية دون تعرضها لأذى من الألمان ل5 أيام أخرى، وانسحبت في نهاية المطاف مسافة 400 كم خلال 13 يومًا.
انتهى انسحاب الحلفاء في النهاية عند نهر مارن، حيث تحضرت قوى المحور لاتخاذ موقع دفاعي للدفاع عن باريس. أسفر ذلك عن معركة مارن الأولى، التي خيضت منذ 5 حتى 10 من شهر سبتمبر من عام 1914. وثبت لاحقًا أن هذه المعركة ستكون نقطة تحول رئيسية في الحرب: إذ إنها حرمت الألمان من نصر باكر. ومنذ 13 من شهر سبتمبر وقعت معركة إيسن الأولى التي بدأ خلالها الطرفان بحفر خنادق. وبعد تطور حرب الخنادق تخلى كل طرف عن الهجمات على الجبهة وبدأ لفترة امتدت 3 أسابيع بمحاولة تطويق خاصرة الطرف الآخر. وعرفت هذه الفترة بالسباق إلى البحر: كان الألمان يهدفون إلى تطويق الخاصرة اليسرى للحلفاء في حين سعى الحلفاء إلى تطويق الخاصرة اليمنى للألمان.
مع نهاية معركة إيبرس بدأ كلا الطرفين بالتخندق وحلت حرب الخنادق محل حرب المناورات التي تبلورت خلال السباق إلى البحر. وباتت خطوط الخنادق المستقيمة على الجبهة الغربية تمتد على 400 ميل (640 كيلومتر) من بحر الشمال حتى الحدود السويسرية.